# Dębie (województwo śląskie)
Dębie – wieś w Polsce położona w województwie śląskim, w powiecie kłobuckim, w gminie Popów.
W latach 1975–1998 miejscowość administracyjnie należała do województwa częstochowskiego.

## Transport
Przez Dębie przebiega DW491.